# プロダクトデザイン学科
プロダクトデザイン学科（プロダクトデザインがっか）は、プロダクトデザイン、インダストリアルデザイン（工業デザイン）についての教育研究を目的とした大学の学科の一つである。美大、芸大、造形大、美術・芸術・造形学部などのほか、一部工業大学、大学工学部にもある。

## プロダクトデザイン学科を持つ日本の大学
- 京都精華大学 デザイン学部  プロダクトデザイン学科　プロダクトコミュニケーションコース
- 京都精華大学  デザイン学部  プロダクトデザイン学科　ライフクリエイションコース
- 東北芸術工科大学 デザイン工学部  プロダクトデザイン学科　家具・インテリアコース
- 東北芸術工科大学  デザイン工学部  プロダクトデザイン学科　実験デザインコース
- 東北芸術工科大学  デザイン工学部  プロダクトデザイン学科　製品デザインコース
- 神戸芸術工科大学  デザイン学部  プロダクトデザイン学科（雑貨・インダストリアルデザイン、生活・ユニバーサルデザイン、家具・インテリアデザインなど3コース）
- 京都造形芸術大学　芸術学部　プロダクトデザイン学科

## プロダクトデザイン関係学科・コースを持つ日本の大学
- 首都大学東京 システムデザイン学部 システムデザイン学科 インダストリアルアートコース「プロダクトデザイン」領域
- 女子美術大学 芸術学部 女子美術大学　デザイン・工芸学科　プロダクトデザイン専攻
- 大同大学 情報学部  情報デザイン学科・プロダクトデザイン専攻
- 多摩美術大学 美術学部  生産デザイン学科・プロダクトデザイン専攻
- 日本大学藝術学部  デザイン学科　インダストリアルデザインコース
- 東海大学 教養学部  芸術学科　デザイン学課程　プロダクトデザインコース
- 東海大学  芸術工学部 くらしデザイン学科　産業デザインコース　アートコース　家具コース
- 東海大学  開発工学部  感性デザイン学科
- 山口大学 工学部  感性デザイン工学科（建築とプロダクト）
- 東北工業大学 ライフデザイン学部  クリエイティブデザイン学科　（2008年4月新設）
- 千葉大学  工学部  デザイン学科
- 千葉工業大学  工学部  デザイン科学科　環境コース、製品デザインコース、マテリアルコース、ユニバーサルコース
- 東京造形大学 造形学部 デザイン学科・インダストリアルデザイン専攻
- 岡山県立大学 デザイン学部 デザイン工学科　プロダクトデザインコース
- 長岡造形大学 造形学部  ものデザイン学科 (プロダクトデザインコース  工芸デザインコース テキスタイルデザインコース オブジェクティブアートコース )
- 川崎医療福祉大学 医療福祉マネジメント学部  医療福祉デザイン学科
- 札幌市立大学 デザイン学部 デザイン学科　製品デザインコース
- 拓殖大学 工学部 工業デザイン学科
- 宝塚造形芸術大学 造形学部  産業デザイン学科　プロダクトデザインコース
- 多摩美術大学 造形表現学部(夜間)  デザイン学科（ビジュアル・スペース・プロダクト・デジタル）
- 筑波技術大学 産業技術学部  総合デザイン学科 (建築デザインコース 生産デザインコース 視覚伝達デザインコース )
- 名古屋造形大学(旧名古屋造形芸術大学)  造形学部 造形学科　プロダクトデザインコース　（2008年4月新設予定）
- 創造学園大学 創造芸術学部 芸術学科　デザインコース（グラフィック、プロダクト、ＣＧ等）
- 常葉学園大学 造形学部 造形学科　プロダクト・クラフトデザイン系
- 文星芸術大学 美術学部 美術学科　デザイン専攻（情報　プロダクト　空間　装飾と描画）
- 大阪工業大学 ロボティクス＆デザイン工学部 空間デザイン学科 プロダクトデザイン
- 大阪産業大学 工学部  クラフトデザイン学科(2008年4月環境デザイン学科から名称変更)
- 九州大学 芸術工学部  工業設計画学科　（インダストリアルデザイン分野　知的機能工学分野　人間工学分野）
- 愛知県立芸術大学 美術学部  デザイン・工芸科　デザイン専攻　インダストリアルデザイン
- 名古屋芸術大学 美術学部  デザイン学科　プロダクト＆スペースブロック　インダストリアルデザイン選択コース
- 沖縄県立芸術大学 美術工芸学部  デザイン工芸学科　デザイン専攻プロダクト系
- 筑波大学  芸術専門学群　  デザイン主専攻　プロダクトデザイン専門領域
- 成安造形大学 造形学部  デザイン科　住環境デザイン群　プロダクトデザインクラス
- 滋賀県立大学　人間文化学部　生活デザイン学科　道具系プロダクトデザイン分野
- 金沢美術工芸大学 美術工芸学部  デザイン科　製品デザイン専攻
- 京都市立芸術大学 美術学部  デザイン科　プロダクトデザイン専攻
- 崇城大学 芸術学部  デザイン学科　生活環境デザインコース（プロダクト）
- 東京工芸大学 芸術学部  デザイン学科　ヒューマンプロダクトコース（プロダクト　インテリア）
- 愛知産業大学 造形学部  デザイン学科　プロダクトコース
- 名古屋学芸大学 メディア造形学部  デザイン学科　プロダクト専門コース
- 大阪成蹊大学 芸術学部  環境デザイン学科　インテリア・プロダクトデザインコース
- 共立女子大学 家政学部  建築・デザイン学科　デザインコース（2008年4月改編予定　ビジュアルとプロダクト）
- 武蔵野美術大学 造形学部  工芸工業デザイン学科 インダストリアルデザイン専攻
- 文化女子大学 造形学部  生活造形学科　グラフィック・プロダクトデザインコース
- 静岡文化芸術大学 デザイン学部  生産造形学科（プロダクト）
- 明星大学 造形芸術学部  造形芸術学科　プロダクトコース
- 東京工科大学　デザイン学部　デザイン学科　工業デザインコース
- 会津大学短期大学部  産業情報学科デザイン情報コース  　プロダクト分野
- 文化学園大学短期大学部  生活造形学科  生活デザインコース
- 名古屋工業大学　工学部社会工学科　建築・デザイン分野デザイン系